# Albtrauf bei Pollanten
Der Albtrauf bei Pollanten ist ein Naturschutzgebiet bei Pollanten, einem Ortsteil der Oberpfälzer Stadt Berching im Landkreis Neumarkt in der Oberpfalz in Bayern.

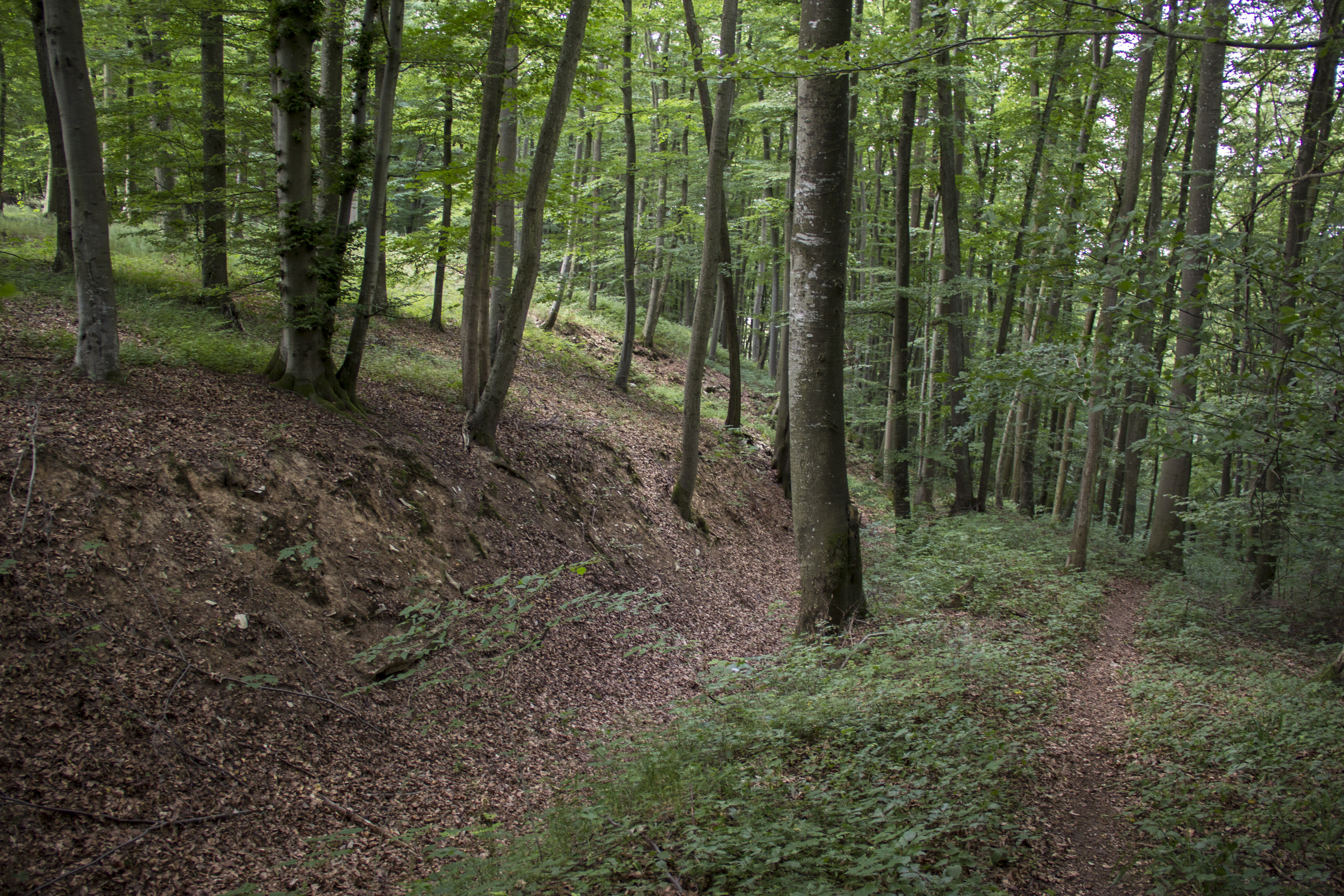
Buchenwald im Naturschutzgebiet

## Lage
Das 23.675 ha große Naturschutzgebiet ist Teil des Naturparks Altmühltal und liegt 800 Meter südöstlich von Pollanten am östlichen Mittel- und Oberhang des Sulztales. Es ist Bestandteil des Fauna-Flora-Habitat-Gebiets Trauf der mittleren Frankenalb im Sulztal (FFH-Nr. 6834-301; WDPA-Nr. 555521727).

## Beschreibung

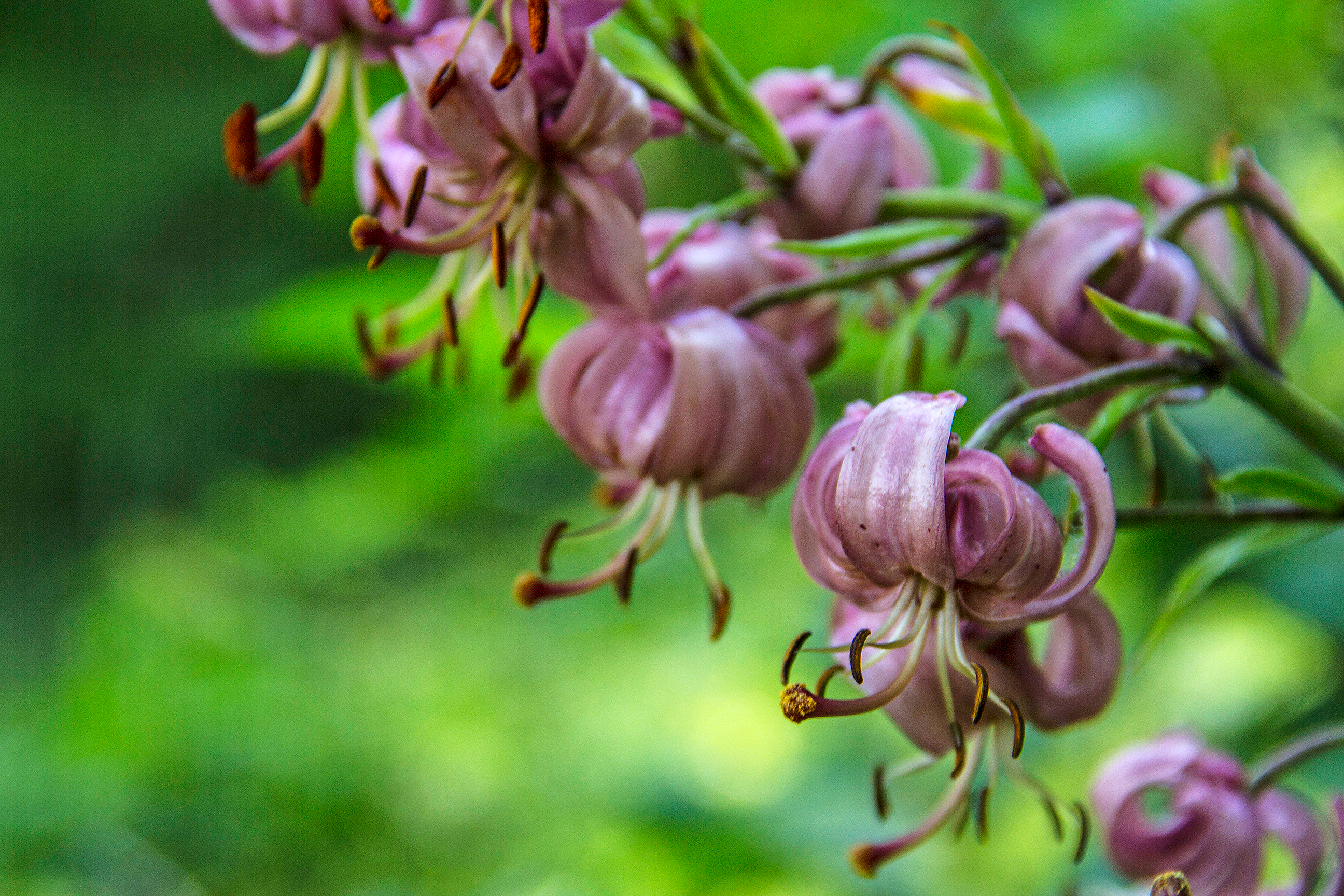
Türkenbund

Das Areal ist ein typischer Ausschnitt der Albtrauf-Landschaft im Naturraum Südliche Frankenalb. Es ist ein Waldgebiet mit zahlreichen Quellaustritten und charakteristischen Buchenwaldgesellschaften. Das Naturschutzgebiet ist ganzjährig frei zugänglich und wurde am 14. Mai 1982 unter Schutz gestellt.